# 1824年12月20日日食
1824年12月20日日食为一次在协调世界时1824年12月20日出現的日環食。該次日食食分為0.9610，食甚維持4分15秒。

## 概述
這次日食的食分是0.9610，維持4分15秒。

## 基本參數
- 類型：
- 食甚資料：
  - 日期：1824年12月20日
  - 時間：10時40分36秒
  - 地點：33S 20E
  - 食分：0.9610
  - 持續時間：4分15秒

## 外部連結
- NASA日食專頁（页面存档备份，存于）（英文）